# ファン・アンド・ファンシー・フリー
『ファン・アンド・ファンシー・フリー』（原題：Fun And Fancy Free）は、1947年9月27日公開のディズニー作品である。ディズニー長編アニメーション第9作。日本での1954年公開当初のタイトルは「こぐま物語」(大映配給、『第一話 がんばれバンゴ』、『第二話 巨人征服』。『ビーバーの谷』が併映)。テレビ放映、ビデオなどでは長らく『子ぐま物語』の題が使われてきたが、後に現在の映画名に改題された。
世界各国の公開年については、シンプル英文版「Fun and Fancy Free」も参照。

## 概要
戦時中スタジオを移している時、製作されたオムニバス･シリーズ6作のうち第4作に当たる。
- ボンゴ
- ミッキーと豆の木（「とっておきの物語」シリーズ＝ミッキーのジャックと豆の木）

上記2作を収録。繋ぎのシーンでは、『ボンゴ』の案内役を『ピノキオ』のジミニー・クリケットが、『ミッキーと豆の木』の案内役を腹話術師のエドガー・バーゲンと『南部の唄』のヒロインを演じたルアナ・パットンが務めている。

## あらすじ

### ボンゴ
サーカスで育った子熊のボンゴはショーが終わるたびに乱暴に扱われ、冷たい檻の中で眠るという生活に嫌気がさし、サーカスから抜け出して森の中で生活をすることになる。そこで出会ったメスの子熊・ルルベルと恋に落ちるが、森の熊のしきたりを知らないボンゴは愛情表現がうまくできない。そのうちつけ込まれ、ボンゴを妬んだ乱暴者のオス熊・ランプジョーに彼女を取られてしまうことに。ボンゴはルルベルを取り戻すため、サーカスで鍛えられたショーの技で単身ランプジョーに立ち向かう。

### ミッキーと豆の木
自然豊かに活気あふれる村、しあわせ谷（BVHE版では「幸福の谷」）。この村の宝物は何といっても丘にそびえ立つ城にある一台の魔法のハープの歌声であった。だがその時間は長くは続かず、一瞬にして崩れ去る。ある日突如城が黒い影に覆われ、同時にハープはどこかへ消えて無くなってしまった。ハープの歌声を失ったことで作物は枯れはて、川は干上がり、地獄と化した。
村の住民の一人であるミッキーマウスは仲間のドナルド、グーフィーと共に残り少ない食料をごく少量ながらも分け合いながらなんとか苦難を乗り越えてきた。しかし、空腹に耐えかねたドナルドが混乱してしまい、挙句には乳牛に噛り付く始末。悩んだ末にミッキーは乳牛を町へ売ることを決意する。
その夜ご馳走を期待していたドナルドとグーフィーであったが、ミッキーが持ち帰ってきたのは豆だった。ドナルドとグーフィーに魔法の豆であると伝えるミッキーであったがさすがにドナルドは信じてもらえずその豆を投げ捨ててしまい、床に空いていた小さな穴に全て落ちてしまった。そしてその夜、その豆にある奇跡が起こる。

## キャラクター

### ミッキーと豆の木
ハープ
しあわせ谷の丘にそびえ立つ巨大な城にある楽器。村の宝として重宝されていたが、ウィリーによって盗まれる。人間の女性の姿を合わせたような形をしている。意思を持っているが、自分から動くことは出来ず、移動の際には誰かに運んでもらう必要がある。
美しい歌声で聞いた対象の者を眠らせる事も可能。歌詞は関係無く、ミッキーがウィリーからドナルドとグーフィーが閉じ込められた箱を開けるための鍵を取りに行こうとした際にこの作戦を使っている。
ウィリー
山のような巨人。『ミッキーと豆の木』では、腕力だけは強いが頭が少し弱く、凶暴で我儘だが愛嬌のある悪役として登場。自分だけ子守唄を聞きたいがためにハープを奪い、しあわせ谷を荒れ地にさせた。最後は魔法のハープを奪われた事に激怒し、ミッキーを追いかけている挙句に豆の木をノコギリで切り倒され転落して死んだと思ったが、実は生きており、バーゲンの家の屋根をあけてミッキーの行方を尋ねた。
『ミッキーのクリスマスキャロル』では、よくばりな高利貸し・エヴェニーザ・スクルージを怖がらせる現在のクリスマスの精霊の役で出演。

## 日本でのビデオ発売
本作のビデオは様々なバージョンが制作され、日本でもそれぞれに新しく吹き替えが録られている。
ポニー版・バンダイ版
『ファン・アンド・ファンシーフリー』本編を収録したものを『子ぐま物語』と題し、発売されている。
オフィスワイケー版DVDが発売されるまで、唯一全編を収録していた希少なソフトであった。
BVHE版
1990年9月21日に、『ボンゴ』と『ミッキーと豆の木』を収録したビデオが発売された。
1995年11月17日に、「とっておきの物語」シリーズの『ピーターとオオカミ』に『ボンゴ』が収録されている。『ミッキーと豆の木』も同じく、「とっておきの物語」シリーズの『ミッキーのジャックと豆の木』に同時収録されている。
このバージョンにおける『ミッキーと豆の木』ではオリジナル版のエドガー・バーゲンらによる語りの部分がカットされており、代わりにルードヴィヒ・フォン・ドレイク教授と、虫のハーマンが進行役であるアニメーションに差し替えられている。
WOWOW版
WOWOWでは『子ぐま物語』の題で全編が放送された。このバージョンの吹き替えは後に、ディズニー・チャンネルでも放送されDisney+でも配信されている。
オフィスワイケー版
パブリックドメインDVDとして廉価で発売されているが、初の正規題名での発売であり、同時に2016年現在では本編を収録した唯一のDVD。

## キャスト

### ボンゴ
| 役名                 | 原語版声優                 | 日本語吹き替え   | 日本語吹き替え     | 日本語吹き替え | 日本語吹き替え               |
| 役名                 | 原語版声優                 | TBS放送版        | ポニー・バンダイ版 | BVHE版         | WOWOW版                      |
| -------------------- | -------------------------- | ---------------- | ------------------ | -------------- | ---------------------------- |
| ジミニー・クリケット | クリフ・エドワーズ         | 熊倉一雄         | 内田稔             | 肝付兼太       | 肝付兼太                     |
| サーカス団員         |                            |                  | 関時男             |                | 小室正幸                     |
| ランプジョー         | キャンディ・キャンディード | 原語版流用       | 原語版流用         | 原語版流用     | 原語版流用                   |
| クマたち             | ザ・キングスメン           | ボニージャックス | 劇団昴             |                | ミュージック・クリエイション |
| ナレーション         | ダイナ・ショア             | ペギー葉山       | 北村昌子           | 肝付兼太       | 戸田恵子                     |

### ミッキーと豆の木
| 役名                           | 原語版声優           | 日本語吹き替え                    | 日本語吹き替え     | 日本語吹き替え | 日本語吹き替え                  |
| 役名                           | 原語版声優           | TBS放送版                         | ポニー・バンダイ版 | BVHE版         | WOWOW版                         |
| ------------------------------ | -------------------- | --------------------------------- | ------------------ | -------------- | ------------------------------- |
| ミッキーマウス                 | ジム・マクドナルド   | 太田淑子                          | 後藤真寿美         | 納谷六朗       | 青柳隆志                        |
| ドナルドダック                 | クラレンス・ナッシュ | 山崎唯                            | 関時男             | 山寺宏一       | 山寺宏一                        |
| グーフィー                     | ピント・コルヴィッグ | 八奈見乗児                        | 小山武宏           | 島香裕         | 島香裕                          |
| ウィリー                       | ビリー・ギルバート   | 熊倉一雄                          | 内田稔             | 西尾徳         | 西尾徳 （田中英樹）             |
| ハープ                         | アニタ・ゴードン     | 横沢啓子（台詞） ペギー葉山（歌） | 下川久美子         | 勝生真沙子     | 岡村明美（台詞） 戸田恵子（歌） |
| ジミニー・クリケット           | クリフ・エドワーズ   | 熊倉一雄                          | 内田稔             |                | 肝付兼太                        |
| エドガー・バーゲン             | エドガー・バーゲン   | 羽佐間道夫                        | 久米明             |                | 大木民夫                        |
| チャーリー・マッカーシー       | エドガー・バーゲン   |                                   | 牛山茂             |                | 小室正幸                        |
| モーティマー・スナード         | エドガー・バーゲン   |                                   | 吉水慶             |                | 島香裕                          |
| オフェリア                     | エドガー・バーゲン   | 熊倉一雄                          | 唐木ちえみ         |                | 大木民夫                        |
| ルアナ・パットン               | ルアナ・パットン     | 横沢啓子                          | 下川久美子         |                | 岡村明美                        |
| ルードヴィヒ・フォン・ドレイク | ポール・フリーズ     |                                   |                    | 大木民夫       | 沢りつお                        |
| ハーマン                       |                      |                                   |                    | 松本梨香       | 阪口大助                        |

- 1963 年のビニール版: このミッキーの短編映画は、1960 年代に日本コロムビアのラジオ LP レコード版でリリースされ、1958 年時点ではテレビでは放送されていませんでした日本テレビ。
- TBS版：初回放送1981年4月3日『ディズニースペシャル』※『子ぐま物語』の題で放送。
- WOWOW版：初回放送1995年11月3日『I LOVE Disney・スペシャルデー』[3]
- 米国でTV放送されたバージョンの中には、スターリング・ホロウェイによるナレーションが収録されたバージョンも存在する。
- 吹替版ではいずれもハープ役の女性声優がルアナ・パットン役を兼任している。
- WOWOW版のドレイク、ハーマン、ウィリーの代役の声優は2006年発売の『Disney Learning Adventures／ミッキーと数を学ぼう！』（VWDS5124）発売時に追加収録された際に起用された物である。

## 絵本
- 浅川じゅん、シュン斎藤、山口俊和、片山径子『ミッキーのジャックと豆の木』講談社〈ディズニー名作童話館⑯〉、1988年5月17日。ISBN 4061942662。

## 備考
- BVHE版の『ミッキーと豆の木』はオリジナル版と比べ一部シーンがカットされている。
  - 巨人の家に向かうシーンでドナルドが巨大トンボを挑発するが、オリジナル版はその後トンボが攻撃してきて船が水浸しになり慌てふためく中、2回目の攻撃を食らいそうになる直前トンボは巨大魚に食べられるが1回目の攻撃シーンがカットされているため違和感がある。
  - 巨人の家に到着して巨人のご馳走を食べるシーンで、グーフィーがゼリーの上で落とした帽子と奮闘するシーンが大幅にカットされていてかなり不自然な形になっている。
- 吹き替えではミッキーが「だぜ」と語尾につけたり、グーフィーが「俺」と言うなど現在のキャラクター（ディズニー・チャンネル版吹き替え）と言葉遣いが違うシーンも見受けられる。
- 乳牛を町へ売りに行ったミッキーが帰るまでの間、ドナルドとグーフィーが歌っていたのは『フニクリ・フニクラ』の替え唄。